# Hitachi Adaptable Modular Storage
 (novembre 2014).
Si vous disposez d'ouvrages ou d'articles de référence ou si vous connaissez des sites web de qualité traitant du thème abordé ici, merci de compléter l'article en donnant les références utiles à sa vérifiabilité et en les liant à la section « Notes et références ».
Pour les articles homonymes, voir AMS.
Hitachi Adaptable Modular Storage (AMS) est une famille de systèmes de stockage du constructeur informatique japonais Hitachi.

## Historique
Introduits sur le marché en octobre 2008, ces systèmes de stockage, de nouvelles générations, plus connus sous l'appellation AMS ou AMS2000 sont les seuls produits de stockage de milieu de gamme possédant des contrôleurs actif-actif symétriques qui fournissent un équilibrage de charges intégré et automatisé.
Ils sont parfaits pour répondre aux besoins des applications les plus exigeantes dont la charge de travail est constamment modifiée. Ces produits offrent des performances, des capacités et des fonctionnalités à l’échelle de l’entreprise, à un prix de milieu de gamme.

## Descriptif matériel
Ces systèmes de stockage se déclinent en trois modèles:
- AMS2100, évolutif jusqu'à 120 disques durs internes ;
- AMS2300, évolutif jusqu'à 240 disques durs internes ;
- AMS2500, évolutif jusqu'à 480 disques durs internes.

Les systèmes de stockage AMS2000 se connectent en Fibre Channel ou en iSCSI sur un réseau de stockage SAN (Storage Area Network).
Les technologies de disques durs supportées sont le Solid-state drive, le Serial Attached SCSI et le Serial ATA.
Chaque disque possède deux liens à 300 Mo/s Actif/Actif et chaque lien SAS est piloté par un processeur Hitachi spécialisé « HiPer » dédié, ayant des circuits de « Data Recovery » et de « Regeneration ».
La définition et la configuration des systèmes de stockage est plus rapide et les disques SAS et SATA II peuvent être mixés au sein d’un même tiroir.
Chaque tiroir est accédé par 8 liens SAS à 3Gb/s.
Les systèmes de stockage AMS2000 sont évolutifs par l'ajout de modules d'extension disques et permettent de combiner des disques de technologie SDD, SAS pour les applications nécessitants de la performance et des disques SATA pour la gestion du cycle de la donnée (Archivage, sauvegarde).

## Principales caractéristiques

### Performance
- Le contrôleur avec équilibrage des charges dynamique associe performances exceptionnelles et opérations réalisées sans interruption ; c'est une solution adaptée pour les environnements VMware[2].
- Les performances des baies de stockage AMS2000 sont disponibles sur le site du Storage Performance Council SPC-1[3].

### Allocation à la demande
Le Thin provisioning ou l'allocation à l'écriture du stockage (Hitachi Dynamic Provisioning) est disponible sur les AMS2000 et permet de virtualiser, du point de vue des applications, les évolutions de volumétrie dont les applications auront besoin demain ou après-demain, sans installer physiquement les disques dans la machine.
Cette approche de gestion fine des approvisionnements du stockage informatique n’a pas pour vocation de modifier les méthodes d’administration du stockage. Ses buts et sa valeur ajoutée sont d’ordre écologique et économique. En effet, éviter d’installer tout de suite des matériels qui ne seront utilisés que demain ou après-demain est une approche écologique de la gestion de l’infrastructure informatique. Bien entendu, les coûts de fonctionnement associés sont également réduits : occupation moindre d’espace au sol, et consommation réduite des énergies (alimentation électrique, climatisation).
D’un point de vue strictement économique et en prenant en compte le coût total de possession (TCO), le lissage dans le temps des achats de volumétrie permet de bénéficier de la décroissance constante des coûts d’achat informatique (pour une même technologie) et des améliorations technologiques autour des disques durs (l’augmentation de la densité du stockage, la réduction de la consommation électrique nécessaire pour alimenter un disque dur en sont des exemples).

### Intégration simplifiée
- Disponibilité des données assurée à 99,999 %.
- Pas de point unique de défaillance (pour un minimum d'interruptions et de risques) et cache mis en miroir avec batterie de secours.
- Administration facilitée grâce à l'installation et à la configuration des systèmes via des assistants.
- Temps de configuration réduit grâce aux plates-formes adaptées aux solutions d'Hitachi Data Systems, certifiées et testées sur les

principales applications commerciales et conforme à la norme SMI-S. Des guides techniques détaillés vous permettent de bénéficier des meilleures performances et de la meilleure évolution possibles.

### Conformité et protection des données
- Le RAID, notamment le niveau 6 garantit une grande disponibilité et une vraie protection : deux disques peuvent connaître une défaillance sans qu'aucune donnée ne soit perdue.
- La fonction WORM est d'éviter la modification ou la suppression des données.
- Les mécanismes reconnus de Snapshot et de réplication Synchrone et Asynchrone pour copier la donnée sur différents sites.

### Green Storage
Il est désormais possible de réduire la consommation énergétique des baies de stockage grâce à des mécanismes d'optimisation. 
Deux fonctionnalités sont utilisées dans les systèmes de stockage AMS2000, l'arrêt complet des disques SATA non utilisés et le retrait des têtes de lectures afin de réduire la consommation électrique de chaque disque de 30 % environ.
En complément, un algorithme intelligent d’écriture et de lecture en mode batch évite au disque d’être en mode 100 % Busy constamment et aligne la vitesse des ventilateurs sur la température du système.
- Conforme aux directives Européennes WEEE et RoHS, restriction de l'utilisation de certaines substances dangereuses dans les équipements électriques et électroniques.

## Compatibilité
Les systèmes de stockage AMS2000 sont compatibles avec la plupart des systèmes d'exploitation du marché comme:
Microsoft Windows 2000, 2003, 2008 et Hyper-V
Linux RedHat, Suse et Oracle Enterprise Linux
Les principaux Unix du marché comme IBM AIX, HP HP-UX et Tru64, Oracle Solaris
VMware ESX version 3, 4 et 5

## Évolution
La gamme AMS converge  vers la nouvelle gamme Hitachi HUS annoncée en 2012 qui permet de gérer le stockage en mode bloc, en mode fichier et en mode objets